# Maria Virginia Onorato
Maria Virginia Onorato, née le 26 janvier 1942 à Rome et morte le 11 février 2017 dans la même ville, est une actrice, réalisatrice et scénariste italienne.

## Biographie
Elle est la fille de Giovanni Onorato et Graziella Ceri, à la fois comédiens et doubleurs. Son frère Glauco Onorato fera aussi une carrière d'acteur.
À 12 ans, c'est déjà une enfant actrice dans L'Art de se débrouiller de Luigi Zampa aux côtés d'Alberto Sordi. Ensuite, elle suit des cours au Centro sperimentale di cinematografia. Entre 18 et 22 ans, elle joue dans une poignée de films au cinéma et à la télévision. À la fin des années 1960, elle supervise le scénario de deux films : le western féminin Jarretière Colt de Gian Andrea Rocco et H2S de Roberto Faenza, un film sur une révolte étudiante dans une université futuriste.
Elle est surtout connue pour avoir écrit et réalisé à 32 ans un giallo dans le milieu politique intitulé L'ultimo uomo di Sara qui bénéficiait d'une bande originale d'Ennio Morricone. Le film n'a néanmoins pas le succès escompté. Elle a ensuite mis en scène plusieurs documentaires avant redevenir actrice en 1995 pour Un altro giorno ancora de Tonino Zangardi.
En 2004, elle co-réalise avec Ferruccio Marotti (it) un documentaire biographique sur Gian Maria Volonté : Un attore contro - Gian Maria Volonté. À la fin des années 2000, elle scénarise quatre épisodes de l'émission télévisée Un giorno in pretura (it) sur les reconstitutions de procès célèbres. 
Elle meurt en 2017,.

## Filmographie

### Actrice
- 1954 : L'Art de se débrouiller (L'arte di arrangiarsi) de Luigi Zampa
- 1960 : Le Retour de Robin des Bois (Il cavaliere dai cento volti) de Pino Mercanti
- 1963 : Il comandante de Paolo Heusch
- 1963 : Gli arcangeli d'Enzo Battaglia
- 1995 : Un altro giorno ancora de Tonino Zangardi

### Réalisatrice
- 1974 : L'ultimo uomo di Sara
- 2004 : Un attore contro - Gian Maria Volonté, documentaire coréalisé avec Ferruccio Marotti (it)

### Scripte
- 1968 : Jarretière Colt (Giarrettiera Colt) de Gian Andrea Rocco
- 1969 : H2S de Roberto Faenza